# Javaans schubdier
Het Javaans schubdier (Manis javanica) is een schubdier uit de familie Manidae en komt voor in Zuidoost-Azië, waaronder Thailand, Indonesië, Vietnam, Laos, Cambodja, Maleisië en Singapore. Ze komen voor in de bossen en spenderen het meest van hun tijd al etend of in de bomen om te slapen.
Het Javaans schubdier heeft een kop-romplengte van 40–65 cm. De staart wordt ongeveer 35–56 cm lang en ze kunnen tot 10 kilo wegen. De huid is dik en wordt bedekt met schubben. Op de huid groeien daarnaast kleine haren. De klauwen zijn sterk en hebben grote nagels om in de grond te graven op zoek naar mierennesten of om een termietenheuvel open te breken. Op de neus zitten geen schubben en de mond heeft geen tanden. De tong is lang en kleverig, zodat de mieren en termieten eraan blijven plakken.
De natuurlijke vijanden van het Javaans schubdier zijn vooral de tijger en de nevelpanter.
Een Javaans schubdier krijgt meestal één of twee jongen per jaar. De stelletjes paren in de herfst en krijgen nageslacht in het winterhol. De eerste drie maanden van hun leven worden de jongen nog verzorgd door de ouders. Meestal leven de volwassen exemplaren solitair en zijn ze ´s nachts actief.
Wanneer het schubdier wordt aangevallen rolt het zich op tot een bal, om de zachte buik te beschermen.

## Bedreigd
Door stroperij wordt het Javaans schubdier bedreigd. De schubben worden gebruikt voor medicijnen in traditionele Chinese geneeskunde, en het dier zelf wordt als exotische etenswaar verhandeld in Zuid-Oost Azië. Het dier wordt genoemd als een van de dragers van het coronavirus dat de ziekte COVID-19 veroorzaakt. Mogelijk staat het dier aan de oorsprong (als tussenschakel waarlangs het virus van vleermuizen op mensen kon worden overgedragen) van de Coronapandemie die in 2019 uitbrak.